# Tomești (okręg Vaslui)
Tomești – wieś w Rumunii, w okręgu Vaslui, w gminie Pogana. W 2011 roku liczyła 816 mieszkańców.